# 임대 (스포츠)
임대(賃貸)는 한 팀과 계약되어 있는 특정 선수를 일정 기간 동안 타 팀으로 빌려주는 이적 형태를 나타낸다.

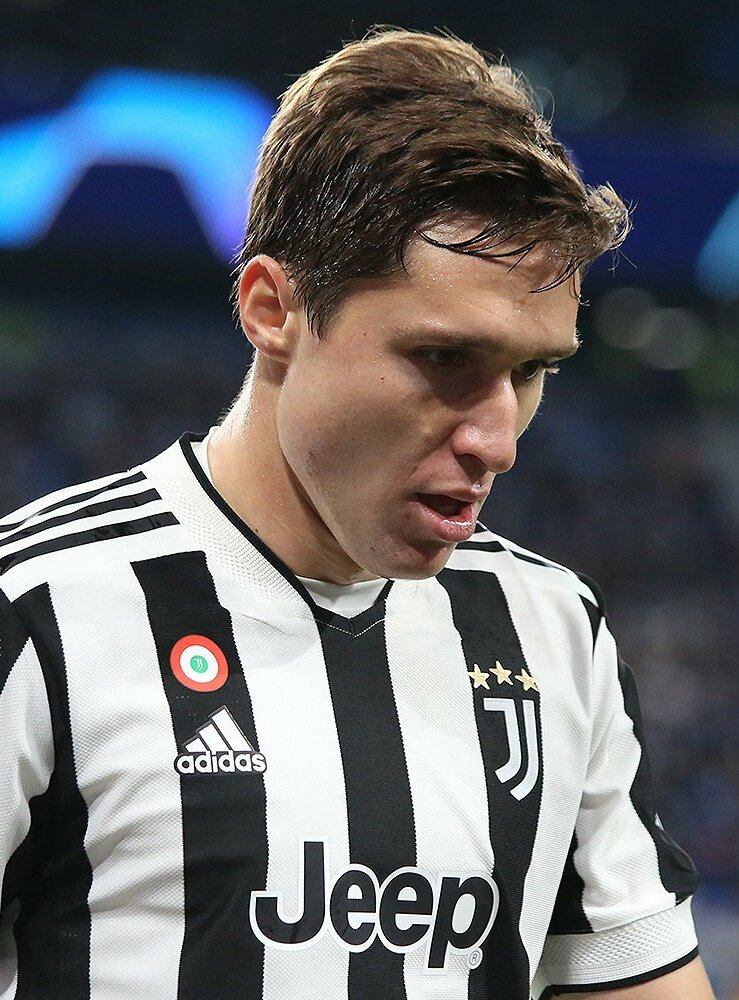
유벤투스 선수 페데리코 키에사는 2020년부터 피오렌티나에서 임대로 구단에 있었고 나중에 2022년에 영구 이적 계약을 맺었다.

선수를 빌려오는 구단 입장에서는 임차(賃借)라고 표현하기도 한다.
임대를 하는 이유에는 몇 가지가 있는데, 대표적으로 각 팀의 유망주들이 1군 출전 경험을 쌓기 위해서 더 낮은 리그로 임대가는 경우이다. 잉글랜드의 축구 선수 해리 케인이 토트넘 홋스퍼 FC에서 밀월 FC나 노리치 시티 FC로 임대를 갔던 것이 그 예시이다. 이 경우에는 그 선수의 원 소속팀이 그 선수의 임금의 일부나 전부를 지불한다.
또한 구단이 이적자금이 부족함에도 선수의 임금을 지불할 수 있거나, 일시적으로 부상과 같은 상황을 커버치기 위해서 임대를 이용하기도 한다. 이 경우 원 소속팀은 임대료나 그 기간 동안의 일부 또는 전부의 선수 임금 지급을 요구하기도 한다.
그리고 몇몇 임대는 이적시장 마감 즈음에 일어나는데, 이런 임대는 주로 다음 이적시장에서의 완전이적 계약을 염두에 두고 하는 임대계약이다.
또한 몇몇 경우에는 선수가 팀과 맞지 않는 이유로 임대계약이 발생하기도 한다. 이런 예시로는 크레이그 벨러미가 뉴캐슬 유나이티드에서 셀틱 FC로 임대를 간 것, 대런 벤트가 애스턴 빌라 FC에서 풀럼 FC로 임대를 간 것, 그리고 기성용이 스완지 시티 AFC에서 선덜랜드 AFC로 임대를 간 것이 있다.
프리미어리그에서는 임대를 간 선수는 자신의 원 소속팀과의 경기에서는 출전할 수 없다는 규정이 있다. 이 규정은 K리그를 비롯한 다른 몇몇 축구 리그에도 존재하고 있다.
K리그에서도 선수가 군팀인 김천 상무 FC로 입대를 하거나 과거 존재했던 아산 무궁화 FC로 입대를 한 경우 해당 기간 동안 원 소속팀이 군 팀에 선수를 임대하는 것으로 규정한다.
야구에서도 임대가 발생하는 경우가 있다. 대표적으로 구대성이 2012년 아시아 시리즈에 참여하기 위해서 원 소속팀인 시드니 블루삭스에서 퍼스 히트로 단기임대된 것이 그 예시이다.
e스포츠 리그인 리그 오브 레전드 챔피언스 코리아에서도 임대 관련 규정이 존재했으나 2020년 2월, 관련 규정이 개정되면서 임대 제도가 폐지되었다. 하지만 2024년 서머 시즌을 앞두고 관련 규정이 부활하였다. 이 규정을 통해 광동 프릭스 소속이었던 영재 선수가 OK저축은행 브리온으로 임대 이적했다.

## 임대 제한
2020년 2월, FIFA는 유소년 선수의 육성을 위해 2020년 7월부터 해외 팀간의 임대 이적을 제한하기로 결의했다. 임대 선수를 순차적으로 줄이면서 최종적으로 임대를 보내는 선수와 임대한 선수를 합쳐서 6명으로 제한하기로 했다.

## 같이 보기
- 자유이적